# فدراسیون بین‌المللی والیبال
فدراسیون بین‌المللی والیبال (به فرانسوی: Fédération Internationale de Volleyball) یا به اختصار اف‌آی‌وی‌بی (FIVB) نهاد اداره‌ کننده مسائل والیبال در سطح جهان است. ستاد این سازمان در لوزان، سوئیس است.
اف‌آی‌وی‌بی در سال ۱۹۴۷ در پاریس فرانسه پایه‌گذاری شد و هم‌اکنون دارای ۲۲۲ عضو می‌باشد. دیگر گونه‌های والیبال همچون والیبال ساحلی و والیبال نه نفره نیز زیر نظر اف‌آی‌وی‌بی هستند.

## سرپرستی
- پل لیبو (۱۹۴۷–۱۹۸۴)
- روبن آکوستا هرناندز (۱۹۸۴–۲۰۰۸)
- وی جیژونگ (۲۰۰۸–۲۰۱۲)
- آری گراسا (۲۰۱۲–۲۰۲۴)
- فابیو آزودو (۲۰۲۴–)

## حامیان مالی
| حامیان مالی اف‌آی‌وی‌بی                                 |
| ---------------------------------------------------- |
| - هوندا - میکاسا - اسیکس - ژرفلور - سنوه - دی‌بی شنکر |